# Política Nacional de Atenção Especializada em Saúde
A Política Nacional de Atenção Especializada em Saúde (PNAES) foi instituída pelo Ministério da Saúde, através da Portaria GM/MS Nº 1.604, de 18 de outubro de 2023, com a finalidade de orientar a estrutura e organização da rede de atenção especializada, no âmbito do Sistema Único de Saúde (SUS).
A definição apresentada para "atenção especializada", no texto, destacou o emprego de maior densidade tecnológica na oferta de cuidado. O documento trouxe uma lista de componentes da Rede de Atenção à Saúde (RAS) compreendidos neste grupo: rede de urgência e emergência; serviços de reabilitação; serviços de atenção domiciliar; rede hospitalar; serviços de atenção materno-infantil; Sistema Nacional de Transplantes (SNT); serviços de atenção psicossocial; serviços de sangue e hemoderivados; a atenção ambulatorial especializada; e outros serviços e ações.
Segundo o texto, o papel da atenção especializada deve ser de apoio à atenção primária à saúde (APS), que além de ser a porta de entrada preferencial para o SUS, também é responsável pela coordenação do cuidado. A fim de promover a integração entre os níveis, a PNAES determinou a organização das unidades especializadas seguindo a mesma lógica territorial da APS.
O Programa Mais Acesso a Especialistas foi lançado pelo Governo Federal em abril de 2024 como uma das estratégias da PNAES para ampliar o acesso a consultas e procedimentos especializados e qualificar o cuidado.